# Imogen Stuart
Pour les articles homonymes, voir Stuart.
Imogen Stuart (née Werner le 25 mai ou le 20 juillet 1927 à Berlin (province de Brandebourg, État libre de Prusse) et morte le 25 mars 2024 à Dublin) est une sculptrice germano-irlandaise.

## Biographie
Imogen Stuart a appris la sculpture dès son plus jeune âge. Au fur et à mesure de la montée du nazisme, sa mère, sa sœur et elle, ont quitté l'Allemagne. Après la Seconde Guerre mondiale, ils s'unissent avec Werner.
En 1945, Imogen Stuart a commencé à étudier sous les cours d'Otto Hitzberger, qui lui a enseigné la sculpture en utilisant des matériaux différents. Elle a rencontré son futur mari, l'Irlandais Ian Stuart en 1948, et en 1949, les deux rejoignent l'Irlande ensemble. Le jeune sculpteur, né protestant, s'est intéressé à l'héritage religieux irlandais et se convertit au catholicisme. Ils se marient en 1951 et s'installent dans le château de Laragh près de Glendalough. Ils auront trois filles : Aoibheann, Siobhan et Aisling.

### Mary Immaculate College
Les sœurs de la Miséricorde (Sisters of Mercy) ont commandé trois pièces majeures d'Imogen Stuart en 1958. Depuis lors, d'autres pièces ont été ajoutés à la collection du Mary Immaculate College, où 15 pièces de son œuvre sont exposées.

### Réalisations

The Pope with Irish youth and the heritage wall.

Ses œuvres les plus connues sont probablement le monumental Jean-Paul II au Maynooth College et l'autel sculpté dans la chapelle de l'University College Cork. Elle est l'un des sculpteurs le plus prolifique de l'Église en Irlande, et ses œuvres sont exposées dans des chapelles et des églises à travers le pays. Néanmoins, son travail dépasse la religion, par exemple un buste commandé de l'ex-présidente Mary Robinson qui se trouve à Aras Uachtaráin (la résidence présidentielle à Dublin). Un livre sur sa vie professionnelle et a été publié en 2002 (Imogen Stuart, Four Courts Press), avec une introduction de Brian Fallon et un hommage de Peter Harbison.
Elle est membre de l'Aosdána.

### Mort
Imogen Stuart meurt le 25 mars 2024 à Dublin.